# Kościół św. Jana Chrzciciela w Sarbii
Kościół pw. św. Jana Chrzciciela w Sarbii – rzymskokatolicki kościół parafialny należący do dekanatu Kołobrzeg, diecezji koszalińsko-kołobrzeskiej, metropolii szczecińsko-kamieńskiej, w województwie zachodniopomorskim.
Odpust w Kościele oraz parafii pw. św. Jana Chrzciciela odbywa się 24 czerwca w uroczystość Narodzenia św. Jana Chrzciciela. 

## Architektura
Świątynia została wybudowana w XVI w. w stylu późnogotyckim. Została ona następnie rozbudowana, kiedy to w 1885 r. dobudowano wieżę oraz boczną kaplicę. Zakrystia została także dobudowana w późniejszym etapach historii świątyni w 1960 r.
Konstrukcja budowli została wykonana z cegły i kamienia i opiera się na planie krzyża łacińskiego. Kościół posiada trzy nawy wraz z prezbiterium o zakończeniu pięciobocznym.

## Wyposażenie
Na wyposażeniu kościoła znajduje się:
- gotycki krucyfiks z II poł. XV w.,
- figura Matki Boskiej i św. Jana z II poł. XV w. z grupy Ukrzyżowania w łuku tęczy,
- figura św. Marii Magdaleny z XVI w.,
- granitowa chrzcielnica gotycka z XIV w.,
- 4 lichtarze cynowe z 1661 r.